# Trifluoperazina
Triflouperazina é um fármaco da classe dos antipsicóticos típicos derivados das fenotiazinas.

## Indicações
É indicado para o tratamento de manifestações psicóticas, incluindo os sintomas da esquizofrenia.

## Mecanismo de ação
O mecanismo de ação exato da substância ainda não foi definido. Porém, tendo como base o grupo ao qual o fármaco pertence, que é o grupo das fenotiazinas, podemos dizer que o mesmo possui efeitos antidopaminérgicos (ou seja, a substância bloqueia os receptores de dopamina no Cérebro). Atua de forma eficaz sobre o Sistema Nervoso Central, reduzindo de forma significativa a atividade motora.
Outros efeitos associados à fármacos que pertencem ao grupo das fenotiazinas são os bloqueios (antagonismos) dos receptores alfa-adrenérgicos (receptores de adrenalina), serotoninérgicos (receptores de serotonina), histamínicos (receptores de Histamina) e muscarínicos (receptores de acetilcolina).

## Farmacocinética
O fármaco atinge a sua concentração máxima na corrente sanguínea em cerca de 1 a 6 horas após a dose oral. Se liga fortemente às proteínas plasmáticas, sofrendo um intenso metabolismo de primeira passagem. Menos de 1% da substância pode ser encontrada na urina de forma inalterada.

## Efeitos colaterais
A Triflouperazina pode provocar os seguintes efeitos colaterais: boca seca, sonolência, fraqueza muscular, vertigem, anorexia, reações de pele, visão turva, entre outros.

## Interações medicamentosas
Como outros fármacos do grupo das fenotiazinas, a Triflouperazina pode neutralizar os efeitos de anti-hipertensivos como a guanetidina e compostos relacionados. Pode também potencializar a hipotensão ortostática quando administrada com diuréticos tiazídicos e aumentar o efeito de depressores do sistema nervoso central.
A administração concomitante de fenotiazinas com propanolol (fármaco anti-hipertensivo e antiarrítmico) pode ocasionar níveis elevados de ambas as drogas na corrente sanguínea.